# Ozubulu
Ozubulu – miasto w Nigerii, w stanie Anambra.